# Université nationale d'Irlande à Maynooth
L'université nationale d'Irlande à Maynooth (en anglais : National University of Ireland, Maynooth, NUIM, en irlandais : Ollscoil na hÉireann Mhá Nuad), généralement connue sous le nom d'université de Maynooth, est un établissement d'enseignement supérieur créé en 1997, faisant partie de l'université nationale d'Irlande. Elle est la plus petite et la deuxième plus ancienne université irlandaise. Elle est établie à Maynooth, dans le comté de Kildare et accueille environ 12 100 étudiants en 2019.

## Histoire
Une université, le collège Saint-Patrick, est fondé en 1795 à Maynooth. C'est alors avant tout un séminaire destiné à la formation des prêtres, auparavant formés majoritairement sur le continent et alors en nombre insuffisant en Irlande. Ordonnée par le Parlement d'Irlande, l'ouverture de ce séminaire est également une façon de diminuer le risque d'introduire dans le pays des prêtres révolutionnaires, en temps de guerre entre la France et le Royaume-Uni. 
En 1876, le séminaire est reconnu comme université catholique d'Irlande et offre, quelques années plus tard, des diplômes en humanités et sciences. En 1910, il reçoit le statut d'université nationale d'Irlande et les diplômes autres que théologiques sont alors remis au nom de ce réseau.
En 1966, les premiers étudiants issus d'ordres laïques sont acceptés à l'université, puis à partir de 1968, tous les laïques sont éligibles à y entrer. À partir de 1977, leur nombre dépasse celui des religieux. 
L'université actuelle est fondée en 1997, en tant qu'entité séparée du collège Saint-Patrick, à partir de ses facultés d'humanités, études celtiques, philosophie et sciences. Deux nouvelles facultés sont ajoutées par la suite, de finance et des sciences d'ingénierie.

## Campus
Le site de l'université s'élève des deux côtés de la route principale reliant Maynooth à Kilcock. Il est ainsi divisé en un campus nord et un campus sud, respectivement appelés campus nouveau et campus ancien. Ils sont reliés par une passerelle piétonnière enjambant la route.
Le campus sud abrite les bâtiments du collège Saint-Patrick, ainsi que la majorité des locaux administratifs, partagés avec la NUIM. Quelques départements de la NUIM y sont également situés comme ceux de mathématiques, géographie, économie, histoire et musique. Les bâtiments principaux, construits essentiellement au XIXe siècle, sont Aula Maxima, St. Patrick's House (abritant la chapelle de l'université), la bibliothèque Jean-Paul II construite en 1984, les maisons nouvelles, Dunboyne, des humanités et Stoyte, qui composent St. Joseph's Square, ainsi que les maisons de la logique et de la rhétorique.
Le campus nord est, lui, plus récent, datant du milieu du XXe siècle. Il abrite les locaux des Students' Union (syndicats étudiants), le complexe sportif, le bâtiments des sciences de l'ingénierie et de biomédecine, le Callan Science Building (qui porte le nom de l'inventeur de la bobine d'induction, Nicholas Callan), le bâtiment des humanités et le bâtiment John Hume. Ce bâtiment, qui porte le nom d'un des plus célèbres diplômés de NUIM a été inauguré en 2004 et est le plus récent du campus nord. Il constitue la pièce maîtresse du campus et abrite le plus grand amphithéâtre de l'université, d'une capacité de plus de 400 étudiants. Le campus nord comporte aussi des résidences étudiantes (d'une capacité d'environ 1 000 étudiants, la majorité des services aux étudiants, plusieurs terrains de sport et un gymnase équipé accessible gratuitement par tous les étudiants de la NUIM. Les locaux de la plupart des départements sont également situés sur le campus nord, ainsi que le Hamilton Institute et l'Institut d'immunologie.
Depuis 1997, l'université possède aussi un campus à Kilkenny, le Kilkenny Campus, incorporé au collège St Kieran et proposant des programmes à destination des adultes et des cours du soir. Il accueille environ 220 étudiants et propose des diplômes de premier cycle et des doctorats.

## Personnalités liées à l'université

### Étudiants
- John MacEvilly, archevêque